# Roscoea bhutanica
Roscoea bhutanica är en enhjärtbladig växtart som beskrevs av Ngamr. Roscoea bhutanica ingår i släktet Roscoea och familjen Zingiberaceae. Inga underarter finns listade i Catalogue of Life.